# Marko Vovchok
Marko Vovchok, en ucraniano: Марко́ Вовчо́к, nombre real Mariya Vilinskаya, en ruso: Мария Александровна Вилинская. (Óblast de Oriol, 22 de diciembre de 1833-Nalchik, 10 de agosto de 1907) fue una famosa escritora ucraniana. Su seudónimo, Marko Vovchok, fue inventado por el escritor Panteleimon Kulish. Sus obras tenían una orientación contra la sumisión y describían el pasado histórico de Ucrania. En la década de 1860, Vovchok ganó una considerable fama literaria en Ucrania después de la publicación en 1857 de una colección en idioma ucraniano, Folk Tales. Ella enriqueció la literatura ucraniana con una serie de nuevos géneros, en particular, la historia social ("Instituto"). La novela Marusya´s story, traducida y adaptada al francés, se hizo popular en Europa occidental a finales del siglo XIX. Tras un escándalo por el plagio de sus traducciones al ruso en la década de 1870, estuvo a punto de poner fin a su carrera literaria.
Vilinska era la esposa del etnógrafo ucraniano Opanas Markovych y más tarde del oficial ruso Mykhailo Lobach-Zhuchenko. También fue la madre del publicista ruso Bohdan Markovych, la prima del crítico literario ruso Dmytro Pisarev, la hermana mayor del escritor ruso Dmytro Vilinsky y la tía de un diplomático ucraniano.
Hasta ahora, hay diferentes opiniones sobre la autoría de las obras ucranianas de Marko Vovchko. Las discusiones sobre su obra magna "Folk Tales" han estado ocurriendo desde mediados del siglo XIX: muchos críticos literarios (incluido el editor de la colección Panteleimon Kulish) creen que esta colección fue escrita en coautoría con su primer marido, el etnógrafo Opanas. Markovich.

## Biografía

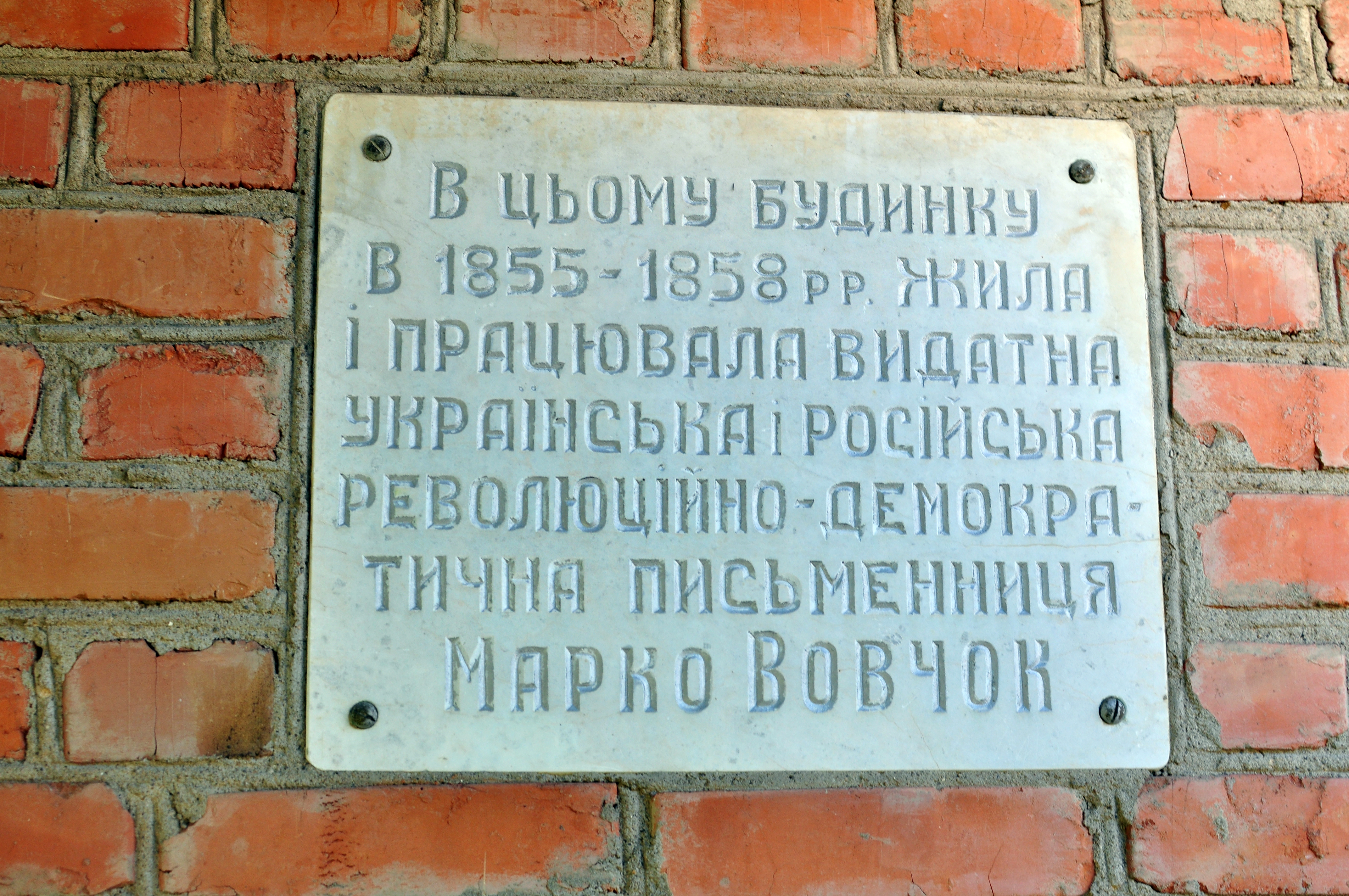
Placa conmemorativa dedicada a Marko Vovchok en Nemyriv

Mariya Vilinska nació en 1833 en la Gobernación de Oriol del Imperio Ruso en la familia de un oficial del ejército y una mujer noble. Después de perder a su padre a la edad de 7 años, se crio en la finca de su tía y luego fue enviada a estudiar, primero, a Járkov y luego, a Oriol. En 1851 se mudó a Ucrania, habiéndose casado con Aphanasyy Markovych, un folclorista y etnógrafo que era miembro de la Hermandad de los Santos Cirilo y Metodio. Entre 1851 y 1858 vivió en Chernígov, Kiev y Nemyriv, ayudando a su esposo con su trabajo etnográfico y aprendiendo la cultura y el idioma ucraniano. En 1857, Marko Vovchok escribió Narodni opovidannya (Historias populares). Recibió elogios inmediatos en los círculos literarios ucranianos, en particular de Taras Shevchenko y Panteleimon Kulish, y en Rusia después de haber sido traducido al ruso y editado por Iván Turguénev como Ukrainskie narodnye rasskazy (Cuentos populares ucranianos, 1859). Tras una breve estancia en San Petersburgo en 1859, Marko Vovchok se trasladó a Europa Central, donde residió en Alemania, Francia, Italia y Suiza. De 1867 a 1878, volvió a vivir en San Petersburgo, donde debido a la prohibición del idioma ucraniano, escribió y tradujo para revistas rusas. Vovchok escribió en ruso Zhivaya dusha (El alma viviente, 1868), Zapiski prichyotnika (Notas de un diácono joven, 1870), V glushi (En el bosque, 1875) y varias otras novelas. Desde 1878, vivió en el norte del Cáucaso y entre 1885 y 1893 en la Gobernación de Kiev, donde continuó con su trabajo sobre el folclore ucraniano y un diccionario. A principios del siglo XX, Mariya Vilinska restableció su contacto con las editoriales ucranianas.
Después de obtener una publicidad considerable por el plagio de Vovchok, cuando se atribuyó a sí misma las traducciones al ruso de otras personas, y el colapso de la revista Translations of the Best Foreign Writers, Vovchok dejó San Petersburgo en 1872 y se instaló en la propiedad de sus conocidos en la provincia de Tver. Viviendo en la "provincia", continuó escribiendo en ruso. En particular, en este momento sus novelas y cuentos Warm Nest (Ukr. Teple Gnezdechko, 1873), In the Wilderness (Ukr. In the game, 1875), Rest in the village (Ukr. Rest in the village, 1876-1899), etc.
En 1878 se vuelve a casar con Mikhail Lobach-Zhuchenko, mucho más joven que ella, y durante los próximos 30 años vive en los lugares donde presta servicio su esposo en varias partes del Imperio Ruso (Stavaropol, Boguslav, Nalchik). Entre 1887-1893, permanecen en el pueblo de Jokhitva, en la provincia de Kiev. Posteriormente, la familia Lobach-Zhuchenko se instaló en la ciudad rusa de Nalchik, región de Terek, y vivió allí hasta la muerte de María Lobach-Zhuchenko.
Murió el 10 de agosto de 1907 en Nalchik, Imperio Ruso.

## Traducciones al inglés

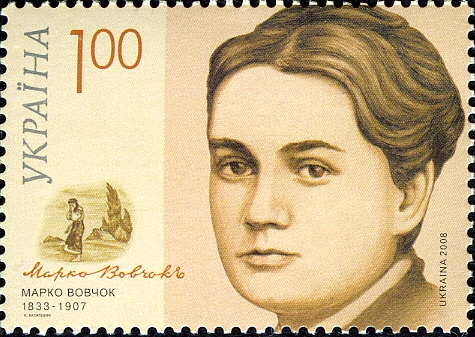
Sello postal ucraniano dedicado a Marko Vovchok.

- PJ Stahl [de la leyenda de Marko Vovchok]. Maroussia, una leyenda rusa. Traducido del francés por Belle Tevis Speed // National repository vol. 8, Cincinnati: Hitchcock y Walden. 1880. págs.: 39-50, 146-156, 230-240, 329-338 (resumido)
  - (reimpreso) PJ Stahl [de la leyenda de Marko Vovchok]. Maroussia, una leyenda rusa. Traducido del francés por Belle Tevis Speed // Historias de patriotismo y devoción. Para gente joven. Traducido del francés por Belle Tevis Speed. Cincinnati: Walden & Showe; Toronto: Wm. Briggs. 1883. 325 págs. (resumido)
- PJ Stahl [de la leyenda de Marko Vovchok]. Maroussia. Traducido del francés por Sarah Herrick Kidder. [np]: [np]. 1887. 130 págs. (reducido)
- PJ Stahl [de la leyenda de Marko Vovchok]. Maroussia: una doncella de Ucrania. Traducido del francés por Cornelia W. Cyr. Nueva York: Dodd, Mead & Company. 1890. 268 págs. (íntegro)